# Nyangatom (Volk)

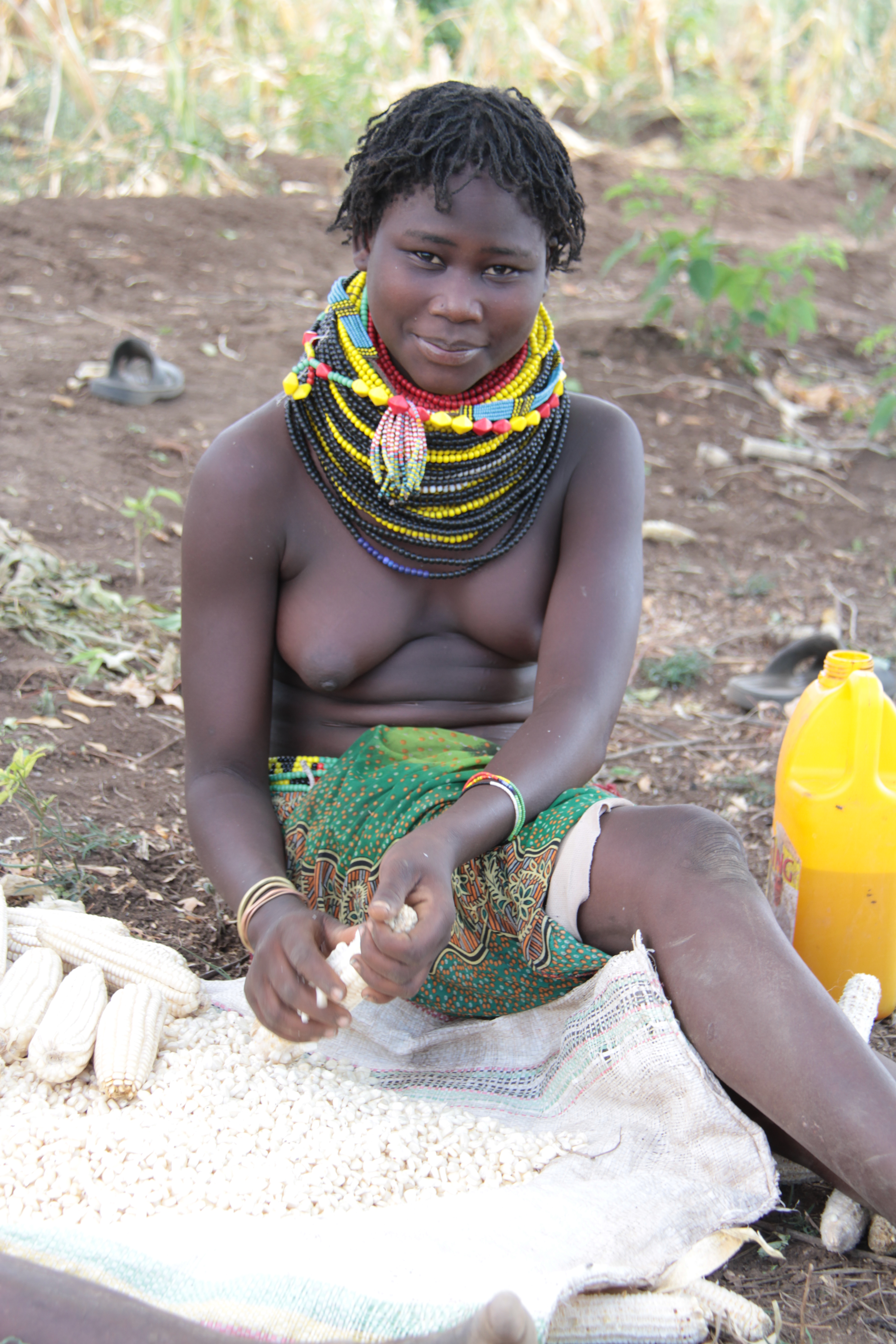
Nyangatom

Die Nyangatom (auch Ñaŋatom geschrieben) sind eine nilotische Volksgruppe am Fluss Omo im Süden Äthiopiens, an der Grenze zum Südsudan. In Äthiopien sind sie auch als Bume oder Buma bekannt. Ihre Sprache, das Nyangatom, gehört zu den nilotischen Sprachen.
Die Nyangatom sind in rund 20 Clans organisiert, denen man über die väterliche Abstammung angehört. Als politische Einheiten sind jedoch territoriale Gruppen am bedeutendsten. Diese tragen Namen wie „Störche“, „Flamingos“ oder „Ibisse“ oder auch Namen von Volksgruppen wie „Kumam“. Es besteht ein System von Altersklassen, das sich von demjenigen der Toposa getrennt hat; auf die Generation der „Gründer“ folgten die „Wildhunde“, „Zebras“, „Schildkröten“ und „Berge“ und die heute noch lebenden „Elefanten“, „Straußen“, „Antilopen“ und „Büffel“. Die jüngste Generation hat (im Jahr 2008) noch keine eigene Bezeichnung erhalten.

## Geschichte
Sie gehören wie die Toposa zur Karamojong-Gruppe. Zusammen mit den Toposa wanderten die Vorläufer der Nyangatom wohl im 18. Jahrhundert aus Karamoja im heutigen Uganda aus. Das Omo-Tal erreichten sie ca. Mitte des 19. Jahrhunderts. Die bereits dort lebenden Volksgruppen nannten die Neuankömmlinge abschätzig Nyam-etom, was „Elefanten-Esser“ bedeutet; dies deuteten die Nyangatom selbst zu Nyang-atom/Ñaŋ-atom („gelbe Gewehre“) um. Ursprünglich waren sie eine der schwächeren Gruppen in der Region, sie gehörten aber zu den ersten, die in den 1980er Jahren Speere, Pfeil und Bogen durch Kalaschnikows ersetzten. Sie gelten als kriegerisch. Die Beziehungen zu den benachbarten Turkana, Surma, Baale, Dassanetch, Hamar, Mursi und Kara sind angespannt, häufig kommt es zu Konflikten um Viehdiebstähle und knappes Land und Wasser. Dennoch gibt es zugleich individuelle Freundschaften und Handelsbeziehungen zwischen den Gruppen, so beziehen die Nyangatom Töpferwaren – die sie selbst nicht herstellen – von den Mursi und Kara. Sie sind auch für Erzählkunst und Gesang bekannt.
1898/99 wurde das Gebiet von den Armeen des Ras Woldegiorgis erobert und in Äthiopien eingegliedert, was jedoch lange Zeit wenig praktische Auswirkungen für die Bevölkerung hatte. Ab den 1960er Jahren wurden ethnographische Studien über die Nyangatom durchgeführt. Ihre Zahl wurde in den 1970er Jahren auf rund 5.000 geschätzt. Anfang des 21. Jahrhunderts liegt ihre Zahl laut Serge Tornay womöglich bei über 14.000; bei der Volkszählung in Äthiopien 2007 wurden gar rund 25.000 Personen als Nyangatom registriert. Hauptgrund für das starke Bevölkerungswachstum war die Präsenz einer kirchlichen schwedischen Hilfsorganisation, die von 1972 bis 2002 Hilfsgüter und Gesundheitsversorgung bot.
Seit den 1990er Jahren haben die Nyangatom die Surma nach Norden gedrängt. In jüngerer Zeit schließen sich die Nyangatom Pfingstkirchen an, zudem sind sie politisch und wirtschaftlich vermehrt in die Region der südlichen Nationen, Nationalitäten und Völker integriert.

## Kultur
Die Nyangatom leben, wie die benachbarten Volksgruppen, als Halbnomaden von Ackerbau und Viehzucht. Sie bauen Sorghum, Mais, Soja und Tabak an. Kulturell legen sie den größten Wert auf ihre Zeburinder, zudem halten sie Kleinvieh sowie Esel, die bei den Wanderungen von den Regenzeit- zu den Trockenzeit-Weidegebieten als Lasttiere dienen. Das Gebiet der Nyangatom reicht von der Mitte des unteren Omo-Tals und dem Westufer des Omo bis zum Kibish, dem Grenzfluss zum Südsudan. Zudem nomadisieren sie im Ilemi-Dreieck, wo sie auf die mit ihnen verbündeten Toposa treffen, aber auch auf die feindlicher gesinnten Turkana und Surma (Suri).
Traditionell verbreitet ist das Tragen von Schmucknarben und Labret-Piercings.